# Єдність-2
«Єдність-2» — аматорський футбольний клуб із села Плиски Борзнянського району Чернігівської області. Є фарм-клубом і молодіжною командою клубу «Єдність». Виступає в чемпіонаті Чернігівської області, була неодноразовим учасником чемпіонатів і кубків України серед аматорів. У сезоні 2008/09 команда брала участь у розіграші Кубка України, де вибула вже у першому попередньому раунді.

## Досягнення
Чемпіонат України серед аматорів:
 Переможець: 2009
 Срібний призер: 2007
 Бронзовий призер (2): 2008, 2010
Кубок України серед аматорів:
 Володар: 2007
Чемпіонат Чернігівської області:
 Переможець (4): 2008, 2009, 2010, 2011
 Бронзовий призер: 2007
Кубок Чернігівської області:
 Володар (4): 2007, 2008, 2009, 2010
 Фіналіст: 2012
Суперкубок Чернігівської області:
 Володар (2): 2007, 2008